# Уеб банер
Вижте пояснителната страница за други значения на Банер.
Банер (на английски: banner – знаме, флаг, транспарант) – графично изображение с рекламен характер. Банерите служат за привличане на потенциални клиенти или за формиране на имидж. Имат определен размер и служат за хипервръзка.

## Основни видове банери
- Уеб-банерът (Интернет-банер или само банер) е рекламен формат разпространяван по World Wide Web. Този вид онлайн реклама се вгражда в уеб страници и представлява графично изображение (аналогично на рекламното каре в пресата) често включващо анимирани (рядко видео-) елементи, както и хипертекстови връзки към други уеб сайтове.
  - Традиционните банери са представлявали графични изображения във формат GIF или JPEG. Изображенията в тях са били както статични, така и анимирани (във формат GIF ефектът на движение се постига чрез редуване на няколко изображения).
  - По-новите банери се правят чрез технологиите Flash или Java. За разлика от традиционните, използващи растерна графика, тези банери използват векторна графика, което позволява да се постигнат анимационни ефекти при малък размер на банера. Освен това, Flash-банерите дават възможност да се използват звукови ефекти, което повишава ефективността на банера като рекламен носител в сравнение с традиционните.

## Размери на банерите

### В байтове
Много важна характеристика на банера е неговият размер в байтове, тоест мястото, което файлът на банера заема на сървъра. Колкото по-голям е размерът на банера, толкова по-дълго ще се зарежда банерът на страницата и толкова по-малка е вероятността, че ползвателят ще успее да го види, преди да премине на друга страница; следователно, размерът на банера е един от из параметрите на неговата ефективност. Сайтовете, които поместват банери, обикновено лимитират размера на техните файлове.

### В пиксели
| Размер    | Наименование            |
| --------- | ----------------------- |
| 300 x 250 | Среден правоъгълник     |
| 250 x 250 | Изскачащ квадрат        |
| 240 x 400 | Вертикален правоъгълник |
| 336 x 280 | Голям правоъгълник      |
| 180 x 150 | Правоъгълник            |
| 468 x 60  | Дълъг банер             |
| 234 x 60  | Половин банер           |
| 88 x 31   | Микролента              |
| 120 x 90  | Копче (бутон) 1         |
| 120 x 60  | Копче (бутон) 2         |
| 120 x 240 | Вертикален банер        |
| 125 x 125 | Квадратен бутон         |
| 728 x 90  | Водещ стенд             |
| 160 x 600 | Широк небостъргач       |
| 120 x 600 | Небостъргач             |
| 300 x 600 | Половин страница        |

## Основни задачи на банера
1. Да привлече вниманието. Това е първоначалният необходим резултат от появяването на банера.
2. Да предизвика интерес. Банерът трябва да събуди у клиента интерес към рекламираната стока или услуга.
3. Да подтикне към преминаване на сайта. Тази задача се постига с помощта на елемента недоизказаност в съдържанието на банера.
4. Да подтикне към действие, тоест към купуване на стоката или услугата от самия сайт (което е и крайната цел на рекламата). Тази задача се възлага не толкова на сайта, а преди всичко на информацията в банера.

Показването на банера, както и показването на текста, може да бъде статично, динамично, контекстно или тематично.

## Параметри на ефективността на банерната реклама
- Брой показвания (импресии) на банера – това е основен параметър за рекламната кампания. Показванията обикновено се измерват с хиляди (специалистите използват термина импресия вм. показване).
- Брой на щракванията – това е вторият, не по-малко важен параметър. За рекламодателя е по-важен броят на щракванията (кликванията), отколкото броят на показванията.
- Ефективността на банера се оценява чрез параметъра CTR (click through ratio) – това е отношение на броя щраквания към броя на показванията, изразено в проценти. Колкото е по-голяма тази стойност, толкова за по-ефективен се счита банерът. Например, CTR = 2 % означа, че на всеки 100 показвания на банера се падат 2 прехода към рекламирания от него уебсайт. Като правило, по-малката стойност свидетелства, че дадената банерна реклама е неудачна.
- Стойността на банерната реклама основно се определя от различни параметри. Например колко струват хиляда показвания на банера на даден сървър или колко струва един клик върху банера (съответно колко клика са генерирани) и т.н.

Съществуват и други параметри на ефективността, позволяващи да се следи работата на банера и ефективно да се управлява ходът на цялата рекламна кампания.

## Банерни мрежи
Наред с обикновената банерна реклама, при която рекламодателят плаща на сайта за разполагането на неговите страници на своя банер, отдавна съществуват и мрежи за обмен на банери. В такива мрежи всеки участник предоставя определено място на своя сайт за показване на банери на другите участници от мрежата. Пропорционално на показванията на чужди банери участникът печели точки, които му служат за това, щото банерът на този участник да се показва на другите сайтове от тази мрежа. Банерната мрежа обикновено си удържа „комисиони“: показвайки чужди банери 1000 пъти, участникът получава, например, 850 показвания на своя банер. Разликата (в дадения случай, 15 %) се използва от банерната мрежа за показване на собствени банери и платена реклама. Така банерната мрежа способства за повишаване известността на своите участници. Съществуват както огромни банерни мрежи с общо предназначение, така и специализирани мрежи, различаващи се по тематиката на банерите, по региони или по езика на потенциалните ползватели.
Съществува мнение, че на банерите реагират преди всичко неопитните ползватели на интернет. Банерната реклама постепенно се трансформира и става съставна част от други рекламни мероприятия.